# Gruppe Z

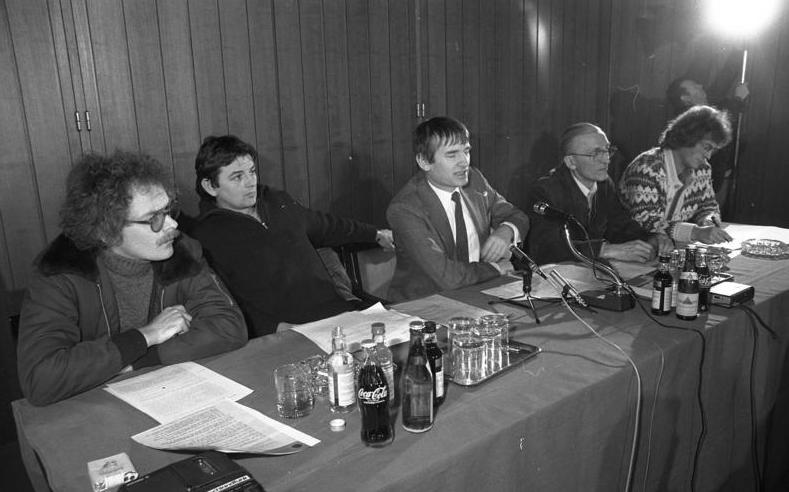
Pressekonferenz der Grünen vor der Bundestagswahl 1983, ganz links Jürgen Reents, ganz rechts Rainer Trampert, beide gehörten zum Leitungsgremium der „Gruppe Z“

Die Gruppe Z, auch Z-Gruppe oder Zentrumsfraktion genannt, war eine Abspaltung des Kommunistischen Bundes (KB), die sich 1980 den Grünen anschloss. Innerhalb der Grünen bildete die Gruppe Z eine Fraktion, die den Hamburger Landesverband bis 1987 dominierte, über erheblichen Einfluss bei den Grünen in Schleswig-Holstein verfügte und durch Einzelpersonen in den Landesverbänden Niedersachsen und Nordrhein-Westfalen vertreten war. Bekannteste Z-Akteure waren Thomas Ebermann, Jürgen Reents und Rainer Trampert. Ebermann und Trampert traten 1990 aus der Bundespartei Die Grünen aus, bevor die sich als Bündnis 90/Die Grünen neu formierte. Reents versuchte gemeinsam mit Michael Stamm, die grüne Bundespartei näher an die PDS heranzuführen, als das misslungen war, verließ er die Grünen 1991.

## Zentrumsfraktion und Spaltung des KB
Ab 1978 gab es im KB nach einer Austrittswelle heftige Kontroversen um die künftige Ausrichtung des Bundes. Eine an den Kontroversen beteiligte Gruppe war die stark strukturierte Zentrumsfraktion. Deren Selbstbezeichnung hob darauf ab, dass ihre oberen und mittleren Kader in bislang für den KB zentralen Arbeitsbereichen tätig gewesen waren. Es handelte sich bei diesen Arbeitsbereichen um den Betriebsbereich Chemie und den Regionalbereich Eimsbüttel. „Willi“ Klaus Goltermann bildete den Kopf der informellen Fraktionsleitung, der außerdem Eva Hubert, Achim Kienle, Thomas Ebermann, Bettina Hoeltje, Ingo Borsum, Jürgen Reents und Marion Pein angehörten.

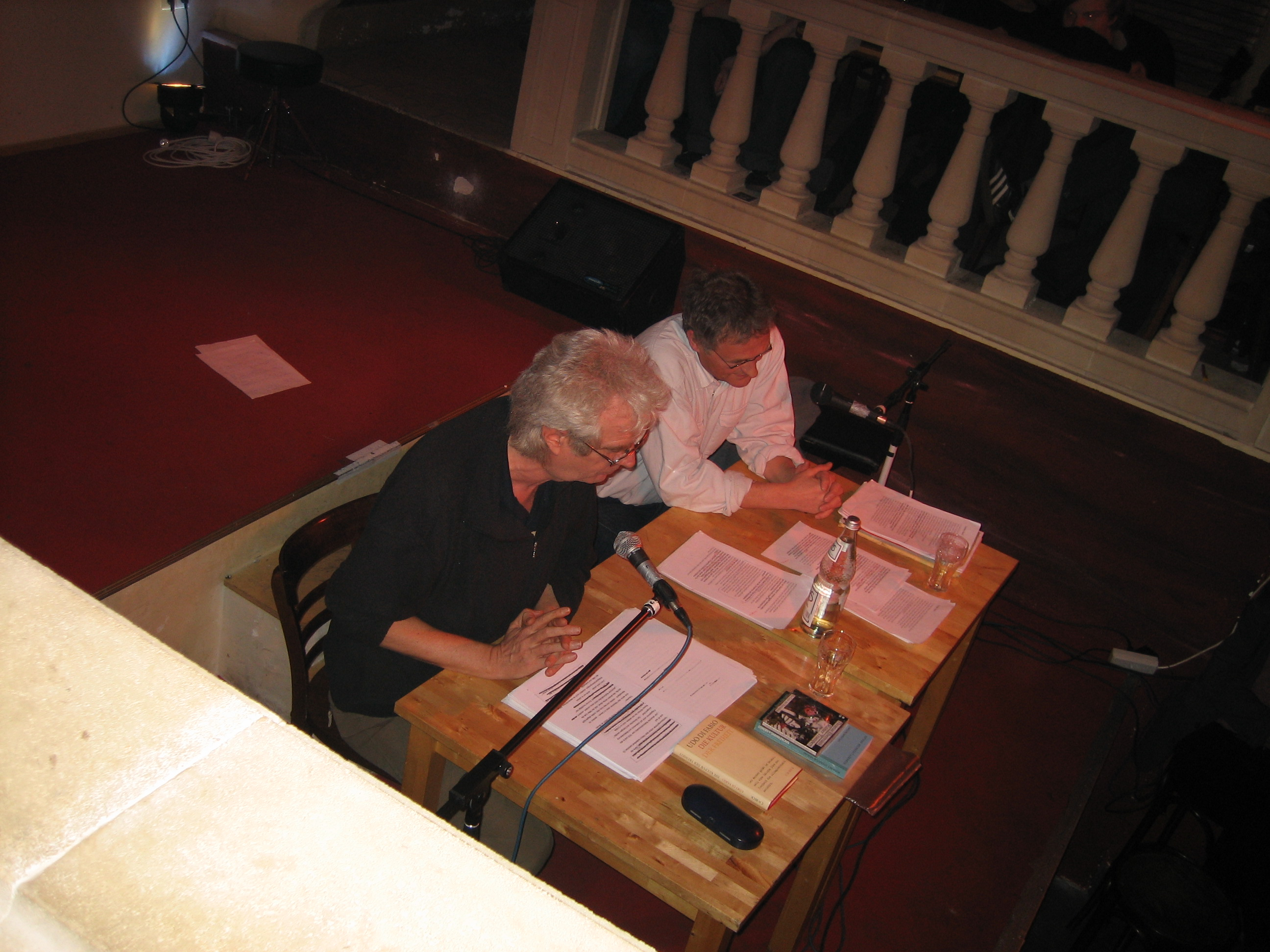
Thomas Ebermann (links) und Rainer Trampert 2006 bei einer Veranstaltung in Karlsruhe

Der Konflikt eskalierte an der Frage, wie sich gegenüber der entstehenden grünen Partei zu verhalten sei. Die KB-Mehrheit befürwortete eine Strategie, einen bunt-alternativen Block als äußeres Druckmittel im Bildungsprozess der damals bürgerlich dominierten Ökopartei einzusetzen. Ziel war es, bürgerlich-ökologische Formierungen zu einer Linksabgrenzung zu bewegen. Die KB-Mehrheit wollte die eigene Arbeit auf Alternative Listen als Parteien eines bunt-alternativen Blocks konzentrieren. Die Zentrumsfraktion favorisierte hingegen eine entristische Strategie innerhalb der grün-bunten Wahlbewegung: Einfluss sollte durch Parteieintritte und Parteiarbeit innerhalb der grünen Parteiformationen genommen werden. Mitte Dezember 1979 spaltete sich die Zentrumsfraktion mit ca. 200 Mitgliedern organisatorisch vom KB ab und konstituierte sich als Gruppe Z. Mitglieder der Gruppe traten einzeln in die bundesweite Vorgängerorganisation der Grünen ein.
Das Leitungsgremium der Gruppe Z bildeten Thomas Ebermann, „Willi“ K. Goltermann, Jürgen Reents und Michael Stamm. Faktisch zählte auch Rainer Trampert zur Z-Leitung. Dieses Leitungsgremium bestand auch nach der Gründung der Initiative Sozialistische Politik (ISP; siehe nächster Abschnitt) separat weiter; die Gesamtgruppe löste sich aber in die ISP auf. Es blieb ein Z-Telefon-Netzwerk, das auch die kurze ISP-Lebenszeit überdauerte.

### Zeitschrift Z
Die Zentrumsfraktion gründete die Zeitschrift Z, anfangs unterbetitelt Zentrumsfraktion im Kommunistischen Bund, dann bloß Zentrumsfraktion und nach dem Ausscheiden aus dem KB ohne Untertitel. Die Zeitschrift erschien von 1979 bis 1981 in 12 regulären Ausgaben, davon eine Doppelnummer, sowie weiteren vier Sonderausgaben mit einer durchschnittlichen Auflage von 2.000 Exemplaren.
Die Zeitschrift Z diente der Z-Gruppe eingangs zur Begründung ihrer Konstitution als Fraktion im KB und im weiteren Verlauf zur Formulierung und öffentlichen Diskussion ihrer Politik in der im Entstehungsprozess befindlichen grünen Partei und nahestehenden Alternativkandidaturen.

## Rolle in der grünen Bundespartei

### Früher Einfluss als Gruppe Z
Im Folgenden nahm sowohl der Rest-KB wie die Gruppe Z Einfluss auf den Gründungsprozess der Grünen. Der zunehmende Beitritt Linker in die grüne Partei schien der Gruppe Z Recht zu geben: Beim grünen Gründungsparteitag am 12. und 13. Januar 1980 in Karlsruhe bestand keine bürgerlich-ökologische Mehrheit. Es hatte sich hingegen eine gemäßigte Mehrheit gebildet, die sowohl den bürgerlich-ökologischen wie den links-alternativen Flügel (zu dem auch Vertreter des Rest-KB zählten) jeweils in Minderheitspositionen geraten ließ.
Auf dem Programmparteitag im März 1980 in Saarbrücken ging die Gruppe Z ein taktisches Bündnis mit den Gemäßigten ein. Als Folge musste der bürgerlich-ökologische Flügel eine fast vollständige Niederlage hinnehmen. Letztlich führte diese Niederlage zum Austritt der Parteirechten um Herbert Gruhl und Baldur Springmann und zur Gründung der Ökologisch-Demokratischen Partei (ÖDP). Auch der Rest-KB spielte künftig keine Rolle mehr in der Bundespartei.
Doch schon in Saarbrücken deutete sich eine Ausdifferenzierung der verbliebenen Parteilinken in zwei Flügel an. Die Z-Frau Bettina Hoeltje bewarb sich um ein Sprecheramt im Bundesvorstand. Sie scheiterte aber an einer taktischen Gegenkandidatur von Jan Kuhnert, Mitglied der Gruppe Basisdemokratische undogmatische Sozialist/inn/en in den GRÜNEN (BUS), und zog lediglich als Beisitzerin in den Vorstand ein.
Die BUS beantragte 1980 gemeinsam mit Doppelmitgliedern aus der Grünen Liste Schleswig-Holstein und einigen hamburgischen Ökologen einen gegen die Gruppe Z gerichteten Unvereinbarkeitsbeschluss. Eine daraufhin vom Bundesvorstand zögerlich eingesetzte Untersuchungskommission entschied 1981: „Die Mitgliedschaft in der Gruppe Z ist gegenwärtig nicht unvereinbar mit der Mitgliedschaft in der Partei DIE GRÜNEN.“

### Neuformierung als Initiative Sozialistische Politik (ISP)
Auf die inner-grünen Widerstände reagierte die Gruppe Z 1981 mit einer Teilrevision ihrer damals leninistischen Programmatik hin zum Ökosozialismus. Mit der Teilrevision ging eine organisatorische Neugestaltung einher. Die Gruppe Z ging in der neuen Initiative Sozialistische Politik (ISP) auf, die etwa 360 Mitglieder hatte, davon die Hälfte aus dem Z-Umfeld. Andere ISP-Mitglieder, wie kurzzeitig Ralf Fücks, stammten aus der KBW-Abspaltung Komitee für Demokratie und Sozialismus, der Sozialistischen Initiative (einer eurokommunistischen Abspaltung der SEW) und aus der traditionalistischen Revier-Gruppe. Die ISP verstand sich als „besondere Organisation der Marxisten“ in den Grünen.

### Zeitschrift Moderne Zeiten (MoZ)

Ausgabe der Zeitschriften Z und MoZ

Die ISP gab die Monatszeitschrift Moderne Zeiten (MoZ) heraus, die von 1981 bis 1984 in 30 Monats- oder Zweimonatsausgaben sowie drei weiteren Sonderausgaben mit einer Auflage von 3.000–4.000 Exemplaren erschien. Die MoZ-Redaktion setzte sich aus dem Z-Leitungsgremium sowie Einzelpersonen aus anderen linken Gruppen oder Parteien zusammen. Die MoZ verstand sich als eine Zeitschrift, die darauf zielt, inmitten des politischen Zerfalls der westdeutschen Linken eine neue und gemeinsame Initiative zu entwickeln.

### Auflösung
1984 wurde die MOZ von der ISP-Mehrheit mit Michael Stamm in die Zeitschrift Kommune überführt. Dem waren finanzielle Probleme der Herausgeber und eine Spaltung des Redaktionsquartetts in zwei politische Tandems vorausgegangen: Ebermann/Trampert und Reents/Stamm. Der zur Spaltung führende Konflikt betraf die Positionierung in den Grünen. Ebermann und Trampert setzten laut Raschke euphorisch auf die Grünen, weil sie von ihren persönlichen Erfolgen in Partei und Parlament beeindruckt waren. Reents und Stamm beharrten hingegen darauf, die eigene Minderheitenposition in Kernfragen deutlich zu machen.
Mit dem Ende der MOZ endete auch die ISP und damit das letzte Projekt der Gruppe Z. Die noch aktiven ehemaligen Z-Mitglieder orientierten sich anschließend an den Ökosozialisten. Es kam zu einer Zusammenarbeit mit dem kleinen Kreis um Jutta Ditfurth, der in Frankfurt längst an den Rand gedrängt worden war.
In der Phase der Zuspitzung von Strömungskämpfen in den Grünen am Ende der 1980er/zu Beginn der 1990er Jahre orientierten sich Reents/Stamm mit wenigen Gefolgsleuten aus Hamburg am reformistischen Linken Forum in den Grünen. 1991 verließen sie die Partei in Richtung PDS. Ebermann/Trampert radikalisierten ihre Haltung innerhalb der Grünen in lockerer Zusammenarbeit mit den Ökosozialisten und unter dem Druck schwindenden Einflusses. Sie traten 1990 gemeinsam mit Christian Schmidt, Regula Schmidt-Bott und 40 weiteren ehemaligen hamburgischen Z-Aktiven aus den Grünen aus. Ihre schleswig-holsteinischen Gefolgsleute inszenierten wenige Wochen später einen Gruppenaustritt auf einem Landesparteitag in Kiel.
Im taz-Interview erklärte Rainer Trampert auf die Frage nach politischen Plänen: „Weder eine Wahlpartei noch irgendeine andere Partei ist angesagt. Wir können uns den Umgruppierungsprozeß der Linken, die die Anpassung und die Sozialdemokratisierung nicht mitmachen, vorerst nur als loses Bündnis vorstellen. Vieles wird dabei von der Negation leben.“

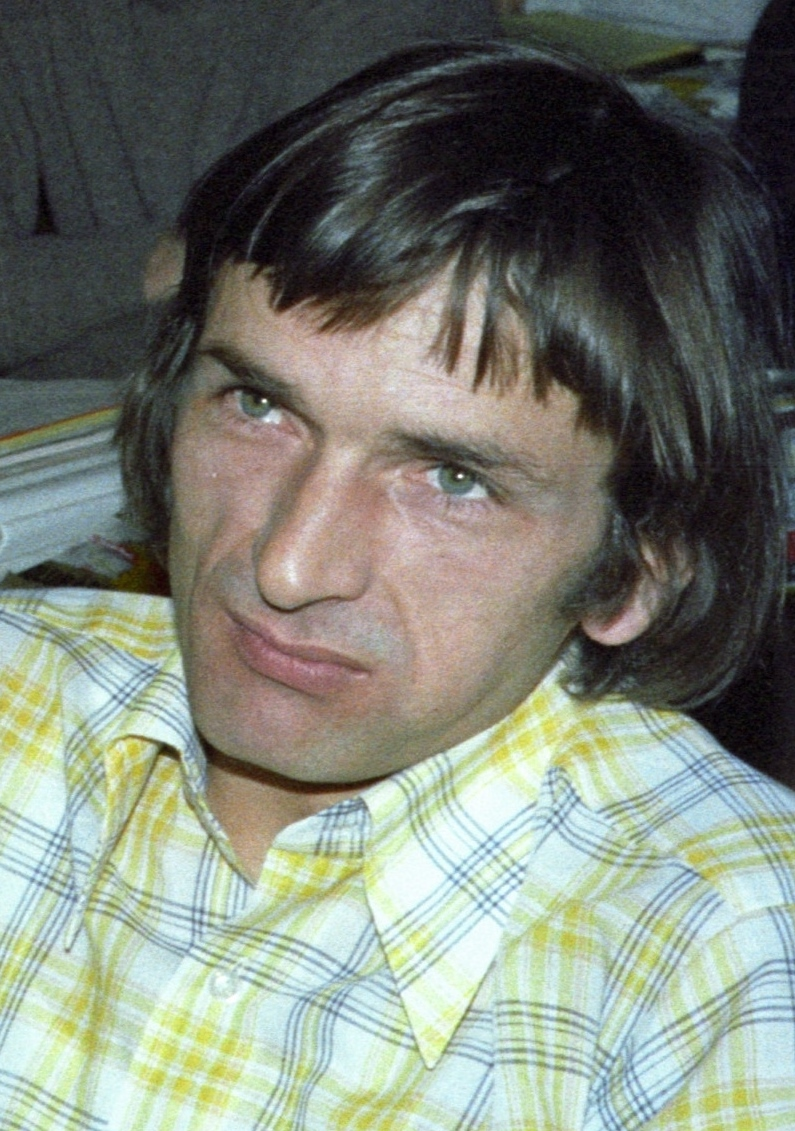
Christian Schmidt

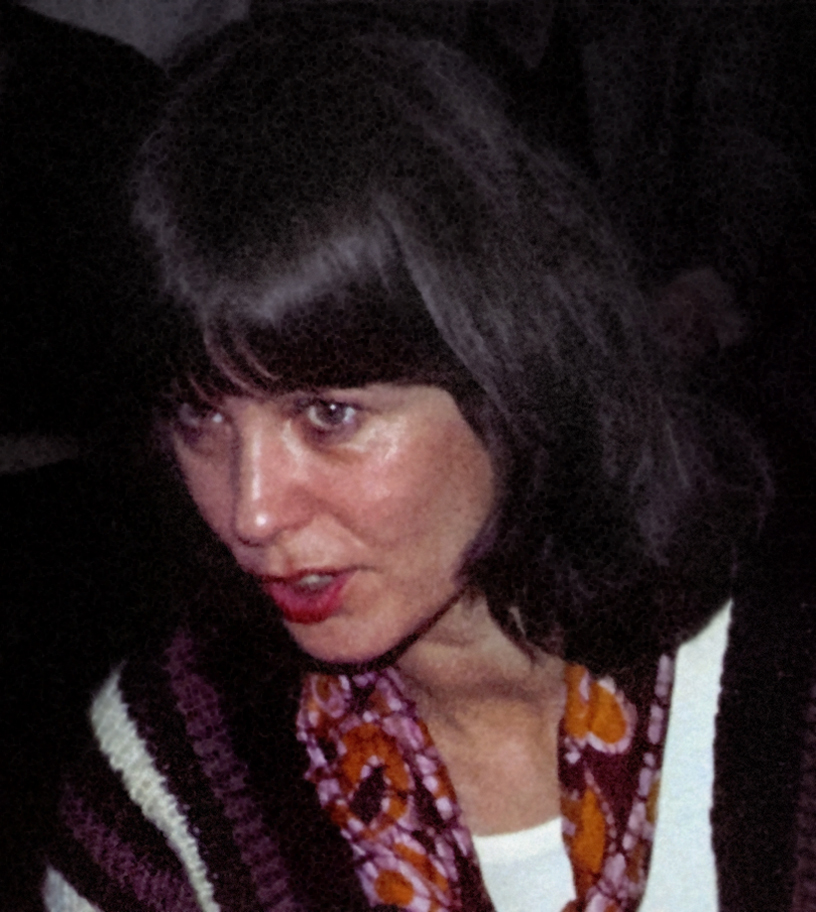
Regula Schmidt-Bott

### Bundestagsmandate und Vorstandsämter
Weit über die formelle Existenz der Gruppe Z hinaus hatten Aktive aus ihrem Umfeld einflussreiche Positionen als Bundestagsabgeordnete oder als Bundesvorstandmitglieder.
- Bettina Hoeltje war von 1980 bis 1982 Beisitzerin im Bundesvorstand.
- Rainer Trampert war von 1982 bis 1987 einer der Bundesvorstandsprecher.
- Günter Hopfenmüller[21] war von 1982 bis 1984 Beisitzer im Bundesvorstand.
- Jürgen Reents war von 1983 bis 1985 Bundestagsabgeordneter und von 1989 bis 1990 Beisitzer im Bundesvorstand.
- Christian Schmidt war von 1985 bis 1987 Bundestagsabgeordneter und von 1987 bis 1988 (gemeinsamer Rücktritt mit Jutta Ditfurth) einer der Bundesvorstandsprecher.[22]
- Thomas Ebermann war von 1987 bis 1989 Bundestagsabgeordneter und amtierte bis 1988 als einer der Fraktionssprecher.
- Regula Schmidt-Bott war von 1987 bis 1989 Bundestagsabgeordnete.[23]

Angelika Beer und Jürgen Trittin sind in der obigen Aufzählung nicht enthalten. Beide waren zwar Mitglieder der Gruppe Z, hatten sich aber schon zu Beginn ihrer öffentlich wahrnehmbaren Karrieren aus den Z-Zusammenhängen gelöst.

## Einfluss in Landesverbänden der Grünen
Akteure der Gruppe Z hatten unterschiedlich starken landespolitischen Einfluss. Sie dominierten die Grünen in Hamburg von 1980 bis 1987 und hatten auch in Schleswig-Holstein eine starke, jedoch keine längerfristig dominante Stellung inne. Mit Jürgen Trittin hatte die Gruppe Z einen Spitzenpolitiker in Niedersachsen, der aber keine landespolitischen Strömungskämpfe entfachte. In Nordrhein-Westfalen trat die Gruppe Z lediglich in der Bielefelder Kommunalpolitik auf.

### Hamburg
Die grüne Wahlbewegung in Hamburg wurde in den ersten Jahren vom KB und der Gruppe Z dominiert. Die konservative Grüne Liste hatte nur eine marginale Bedeutung. Nach der KB-Spaltung behielt der Rest-KB in der 1978 gegründeten Bunten Liste die Mehrheit. Die Gruppe Z übernahm den seit 1980 parallel bestehenden grünen Landesverband vollständig. 1982 schlossen sich Bunte Liste und Grüne zur Grün-Alternativen-Liste (GAL) zusammen, die 1984 als Hamburger Landesverband der Grünen anerkannt wurde.
In der GAL verlor sich der Einfluss des Rest-KB zunehmend, während die Z-Linie spätestens nach dem Erfolg bei der Bürgerschaftswahl im Juni 1982 (7,7 Prozent) zur GAL-Linie wurde. Personifiziert wurde dies durch Thomas Ebermann, der neben Thea Bock erster grüner Fraktionsvorsitzender in der hamburgischen Bürgerschaft war. Nach gescheiterten Sondierungsgesprächen für eine Koalition mit der SPD kam es schon im Dezember 1982 zu Neuwahlen. Die GAL erzielte 6,8 Prozent. Einen vergleichbaren Verlauf nahmen die Bürgerschaftswahlen 1986/1987: Im September 1986 erzielte eine GAL-Frauenliste um Adrienne Goehler 10,4 Prozent; bei den Neuwahlen im Mai 1987 kam die GAL nur noch auf 7,0 Prozent. Dazwischen lagen auf ein Scheitern angelegte Tolerierungsgespräche mit der SPD.
Es begann ein rasanter Bedeutungsverlust der Akteure aus dem Z-Netzwerk. Ebermann und Trampert waren bundespolitisch gebunden, Reents und Stamm hatten sich inzwischen anderweitig orientiert und die durch persönliche Rückzüge geschwächte zweite Z-Reihe in Hamburg war dem wachsenden Widerstand von Reformlinken und Realos nicht gewachsen. 1990 traten die ehemaligen Mitglieder dann kollektiv aus den Grünen und der GAL aus. Im April 2012 wurde die GAL, deren Name ein Relikt des KB-Z-Konfliktes war, in Bündnis 90/Die Grünen Hamburg umbenannt.

### Schleswig-Holstein
In Schleswig-Holstein standen sich schon in der Konstitutionsphase der Grünen zwei unversöhnliche Blöcke gegenüber. Die aus erfolgreichen Kreiswählergemeinschaften entstandene Grüne Liste Schleswig-Holstein (GLSH) verweigerte Kommunisten und Sozialisten rigide die Aufnahme. Die Linken gründeten daraufhin eine Liste für Demokratie und Umweltschutz (LDU), deren Mitglieder überwiegend zu Gruppe Z gehörten. Die Z-Aktiven stammten entweder aus dem nördlichen Hamburger Umland (Kreis Pinneberg, Kreis Stormarn) oder aus der starken KB-Ortsgruppe in Flensburg.
Mit der Gründung der Bundespartei vereinigten sich GLSH und LDU 1980 zum Landesverband der Grünen. Die Einheit bestand jedoch nur wenige Wochen. Da den wertkonservativ-bürgerlichen Grünen das Saarbrücker Parteiprogramm zu linkslastig erschien, reaktivierten sie die GLSH. Viele von ihnen hielten aber eine Doppelmitgliedschaft aufrecht. Nach zähen, zwischenzeitlich bereits gescheiterten Fusionsverhandlungen zwang der Bundesvorstand der Grünen im November 1982 seinen Landesverband zur Fusion mit der GLSH.
Die Politik der schleswig-holsteinischen Grünen wurde bis 1990 stark von Akteuren aus dem Z-Zusammenhang mitbestimmt. Lars Hennings, in den ersten Jahren Cheftheoretiker der Nord-Grünen, kandidierte bei Landtagswahlen zweimal (1983 und 1987) auf dem ersten Männerplatz der Landesliste. Die Flensburgerin Tamara Tschikowani war 1988 Spitzenkandidatin. Der Einzug in den Landtag wurde jeweils deutlich verfehlt.
Mit kurzer Verzögerung folgten die schleswig-holsteinischen Z-Politiker ihren Hamburger Genossen und verließen im Mai 1990 die Grünen. Dieser Schritt wurde vom amtierenden Landesvorstandssprecher Nico Sönnichsen – früher selbst Z-Mitglied – mit den Worten kommentiert: „Schluß mit der Lähmung, freie Fahrt für grüne Politik!“

## Spaltung der Z-Leitungsgremiums wegen programmatischer Anpassung an die Grünen
Anfangs war den Linken in den Grünen die Ökologiefrage nachrangig. Mit Die Zukunft der Grünen: Ein realistisches Konzept für eine radikale Partei präsentierten Thomas Ebermann und Rainer Trampert 1984 jedoch programmatische Aussagen, wobei sie frühere Positionen revidierten, die von der Gruppe Z vertreten worden waren: „Tatsächlich finden wir bei marxistischen Theoretikern immer wieder einen ungerechtfertigten Optimismus, was die heutigen Erkenntnismöglichkeiten und technologischen Möglichkeiten betrifft, die die Menschheit zur Verfügung hat, zerstörerische Auswirkungen ihrer Produktionsweise zu vermeiden.“ Die notwendige Rettung menschlicher Lebensbedingungen in der äußeren Natur erfordere einschneidende Veränderungen in der Produktion und somit in den Konsumgewohnheiten der Menschen in den industriellen Metropolen. Das sei nur durch eine Überwindung des heutigen Gesellschaftssystems möglich. Jürgen Reents und Michael Stamm warfen Ebermann/Trampert daraufhin Opportunismus vor. Das war der Auftakt zur anhaltenden Spaltung des Z-Leitungsgremiums in die Tandems Ebermann/Trampert und Reents/Stamm.

## Das „K-Gruppen-Paradox“
Weshalb ehemalige Mitglieder von radikalen K-Gruppen (wie KPD und KBW) in den Grünen dauerhaft Karriere machten, wie etwa Winfried Kretschmann, Antje Vollmer oder Ralf Fücks und Willfried Maier, ehemalige KB- und Z-Mitglieder jedoch nur in den Anfangsjahren der Partei (und dann fast geschlossen austraten), erklärt Joachim Raschke mit dem „K-Gruppen-Paradox“. Die Herkunft vieler Aktivisten von KBW oder KPD aus den höheren Mittelschichten habe vermutlich dazu beigetragen, dass nach dem überraschenden „Klassenverrat“ schnell wieder der Anschluss an die eigene Klasse gesucht wurde. Der KB (und damit auch die spätere Gruppe Z) habe dagegen ein breiteres Einzugsfeld gehabt, das auch in den Bereich formal schwacher Qualifizierung hineinging, was sich bis in die Führungsebene zeigte. Während ehemalige KPD- und KBW-Aktivisten (wenn überhaupt, die ehemaligen Spitzenkader wurden nie Mitglied der Grünen) nur als Einzelpersonen in die Grünen eingetreten seien und sich dann meist der Realo-Strömung zuordneten, hätten KB und Gruppe Z als einzige eine Organisationsstruktur außerhalb der Grünen gehabt. So konnte durch Interaktion, Kommunikation und soziale Kontrolle ein radikalisierender Zusammenhalt aufrechterhalten werden.
Das „K-Gruppen-Paradox“ in den Grünen bestand, laut Raschke, darin, dass sich ehemalige Angehörige sehr radikaler maoistischer Gruppen als Einzelpersonen innerhalb der Partei eher gemäßigt zeigten. Die ehemaligen, eher traditionell-kommunistisch orientierten KB-Mitglieder als Angehörige der Gruppe Z dagegen den radikalen Flügel der Grünen bildeten und in den ersten Jahren auch starken Einfluss auf die Bundespartei hatten, sich aber zurückzogen, als dieser Einfluss schwand. Ebermann/Trampert und einige ihrer Anhänger organisierten sich nach dem kollektiven Parteiaustritt in der Radikalen Linken, sie sahen den Grund ihres politischen (nicht parteipolitischen) Scheiterns nicht in der Radikalität, sondern in mangelnder Radikalität. Reents/Stamm und wenige andere verfolgten weiterhin eine traditionell-orthodoxe Linie und näherten sich der PDS an.